# Гемологічний інститут Америки
Гемологічний Інститут Америки, або ГІА, є інститутом, присвяченим науковим дослідженням та освіті у галузі гемології та ювелірного мистецтва. Заснований у 1931 році, місія ГІА полягає у захисті всіх покупців і продавців дорогоцінних каменів шляхом встановлення та підтримання стандартів, що використовуються для оцінки якості дорогоцінного каміння. Інститут це робить за допомогою досліджень, ідентифікації каменю та послуг з сортування алмазів та різноманітних освітніх програм. Через своїх всесвітньо відомих бібліотек та експертів, ГІА виступає як офіційна база даних ювелірної інформації для торгівлі.